# Conrad Niemansnarr
Conrad Niemansnarr (également Cunz Niemansnarr), mentionné en 1399-1408 à Bâle, est un sculpteur bâlois.

## Biographie
Conrad (Cunz) Niemansnarr (Niemandsnarr) est mentionné pour la première fois dans les factures de la construction de la cathédrale en 1399/1400 en raison du paiement d'une clé de voûte représentant le martyre de saint Étienne dans le transept sud de la cathédrale de Bâle. En 1408, il accuse le peintre Lawelin de détourner de l'or en dorant le Spalentor.
Il est peut-être la même personne que le sculpteur Conrad von Sulgen, qui acquiert la nationalité bâloise en 1393, ou Conrad Snetzer, qui est attesté en 1429 comme membre de la Guilde des Métiers de la Filature de Bâle. 